# Неоклассики (Москва)
«Неоклассики» — русская поэтическая группа, существовавшая в 1918 — начале 1920-х годов.
О своей программной приверженности неоклассицизму заявила группа поэтов, оформившаяся в 1918 году при Всероссийском союзе поэтов. В неё входили Варвара Бутягина, Екатерина Волчанецкая, Георгий Дешкин, Николай Захаров-Мэнский и другие. Они создали издательство «Неоклассики», выпустившее несколько коллективных сборников.